# سی‌ان‌کیوایکس
سی‌ان‌کیوایکس (به انگلیسی: CNQX) با فرمول شیمیایی C۹H۴N۴O۴ یک ترکیب شیمیایی با شناسه پاب‌کم ۳۷۲۱۰۴۶ است. که جرم مولی آن ۲۳۲٫۱۵ g/mol می‌باشد. 